# Glücksritter (Film)
Glücksritter ist ein 1956 gedrehter, deutscher Spielfilm von Arthur Maria Rabenalt mit Barbara Rütting, Paul Hubschmid und Heidemarie Hatheyer in den Hauptrollen.

## Handlung
Deutschland im Jahre 1946. Alexander Haupt ist ein junger, engagierter Journalist mit Leib und Seele. Aus der NS-Zeit ist er unbelastet hervorgegangen. Nun hat er mit Genehmigung und Lizenz der US-amerikanischen Militärregierung die Zeitschrift „Rundblick“ gegründet. Ihm zur Seite steht sein Kompagnon Renate Bergmann, eine gleichfalls engagierte Zeitungsmacherin, die ganz in ihrer Arbeit aufgeht und zugleich Mutter einer pubertierenden Tochter ist. Obwohl Renate sich gut mit ihrem Kompagnon Haupt versteht, entsteht zwischen den beiden keine romantische Beziehung, da auch er sich ganz auf seinen Beruf fokussiert und dem Erfolg hinterherjagt. Beiden Journalisten gelingt es, das angesehene Blatt zu einer großen Erfolgsstory zu machen.
Jahre später heiratet Alexander die deutlich jüngere Alice Dreher, Tochter eines Druckereibesitzers mit nationalsozialistischer Vergangenheit. Alice bekommt ihren Mann, nunmehr auch Verleger, nur noch selten zu sehen. Bald gerät die für ihre Unabhängigkeit und Unbestechlichkeit gerühmte Zeitung in Turbulenzen. Denn ihr Vater, ein ehemaliges Parteimitglied, versucht, Anteile zu erwerben und somit Einfluss auf Zeitung und Verlag zu nehmen. Er will einen Artikel über ehemalige Nazis, die in der noch jungen Bundesrepublik wieder in einflussreiche Positionen gelangen konnten, unbedingt verhindern. Es kommt zu einem schweren interfamiliären Konflikt. Für Alice stellt sich die Frage der Loyalität. In letzter Konsequenz stellt sie sich hinter ihren Ehemann.
Doch Alice macht ihrem Gatten anderweitig das Leben schwer: sie leidet unter starken Eifersuchtsanfällen. Sie kann es nicht ertragen, dass Renate Bergmann offensichtlich eine derart wichtige und zentrale Rolle in Alexanders Leben spielt. Als Alice bei einem Autounfall ums Leben kommt, besinnt sich Alexander Haupt, der zuletzt immer mehr (faule) Kompromisse eingegangen ist, auf seine alten, vom journalistischen Ethos bestimmten Ideale.

## Produktionsnotizen
Glücksritter, gelegentlich auch mit dem Untertitel „Eine Geschichte von heute“ vertrieben, entstand im Herbst 1956 in Hamburg und sollte ursprünglich Frauen ohne Männer heißen. Der Film passierte die FSK-Prüfung am 4. Februar 1957 und wurde am 6. März 1957 im Essener UFA-Palast uraufgeführt.
Gyula Trebitsch hatte die Herstellungsleitung. Die Filmbauten entwarfen F.-Dieter Bartels und Hans Joachim Maeder, die Kostüme stammen wie bei den meister Real Film-Produktionen von Trebitschs Ehefrau Erna Sander.
Bei Regine Feldhütter, die hier Heidemarie Hatheyers 14-jährige Tochter spielt, handelt es sich um ihre tatsächliche Tochter (aus erster Ehe mit dem Regisseur Wilfried Feldhütter).
Der Streifen war ein kommerzieller Misserfolg. Angesichts der kritischen Untertöne bezüglich gesellschaftlicher Zustände in der Bundesrepublik wurde der Film von den SED-Behörden noch im selben Jahr auch für die Aufführung in der DDR zugelassen. Dort lief Glücksritter am 23. August 1957 an.

## Kritiken
„Und so wird aus einem Film, der die Entlarvung gewisser unerfreulicher Zustände in der Presse bringen könnte, eine etwas konfuse Geschichte mit Eifersucht und tragischem Ausgang. Je länger der Film dauert, um so weniger beschäftigt er sich mit den Problemen der Zeit, um so mehr mit Privataffären.“

„Gelegentlich zeigten seine (Rabenalts) Arbeiten Ansätze, sich kritisch mit Gegebenheiten der bundesrepublikanischen Wirklichkeit auseinanderzusetzen (‚Die Ehe des Dr. med. Danwitz‘ und ‚Glücksritter‘).“

„Der Film aus dem westdeutschen Kino der 50er Jahre bemüht sich, die Korrumpierung der Ideale durch den Geist des Wirtschaftswunders anzuprangern. Zu oberflächlich, und durch die eingeflochtene banale Liebeshandlung zu unverbindlich, um zeitkritisch zu wirken.“

„Ein betont ‚zeitnahes‘ und in gewissem Sinne sozialkritisches Werk, das die materialistische Verflachung und seelische Korruptionsbereitschaft geißelt, die so manchen idealistischen Bestrebungen beschieden war, als dem mutigen Aufbauwillen im Chaos der ersten Nachkriegsjahre die Zeit des ‚Wirtschaftswunders‘ folgte.“